# Turmhügel Egelsee
Der Turmhügel Egelsee ist eine abgegangene hochmittelalterliche Turmhügelburg (Motte) bei Egelsee, einem heutigen Gemeindeteil von Lauf an der Pegnitz im Landkreis Nürnberger Land in Bayern.
Die Burg wurde 1119 urkundlich erwähnt. Ob der Burgsitz von den Herren von Oedenberg oder von den zwischen 1119 und 1134 nachweisbaren Ministerialen von Dehnberg (Tennelberc bzw. Tanneberg, alte Namen für Dehnberg) errichtet wurde, ist ungeklärt. Auf einer Karte des 18. Jahrhunderts ist an der Burgstelle „der Egelsee“ eingezeichnet der im Laufe des 19. Jahrhunderts verfüllt wurde.
1346 erwarb der Nürnberger Großkaufmann und Finanzier Konrad Groß von Heinrich Oedenberger und seiner Frau Kunigunde „ihr Gesezze bei Tenelberg, genannt der Egelsee mit dem See darumb“. Ob der Burgsitz 1486 zerstört und danach wieder aufgebaut wurde, ist nicht sicher. Im 16. Jahrhundert soll sich das „Wasserhaus ze dem See“ im Besitz der Familie Ammon befunden haben und im Dreißigjährigen Krieg zerstört worden sein.
1915 wurde die Burgstelle, die ursprünglich ummauert und mit einem Wassergraben gesichert war, wiederentdeckt. Der Flurdenkmalforscher Wilhelm Hühnermann fand eine quadratische Wallanlage mit Seitenlängen von jeweils 20 Metern und einer Höhe von bis zu 2 Metern vor. Im Wall fanden sich Reste einer Futtermauer aus Sandsteinen und Ziegeln. Hühnemann deutete die Anlage als „Wassersitzlein“ (Weiherhaus) nachdem die Einwohner von einem „Wasser-“ oder „Raubschloss“  mit einer Zugbrücke, die den Sitz mit der direkt vorbeiführenden Straße nach Dehnberg verbunden hatte, berichteten. 1957 wurden die letzten Mauerreste abgebrochen und 1980 der Turmhügel eingeebnet.